# Diorito

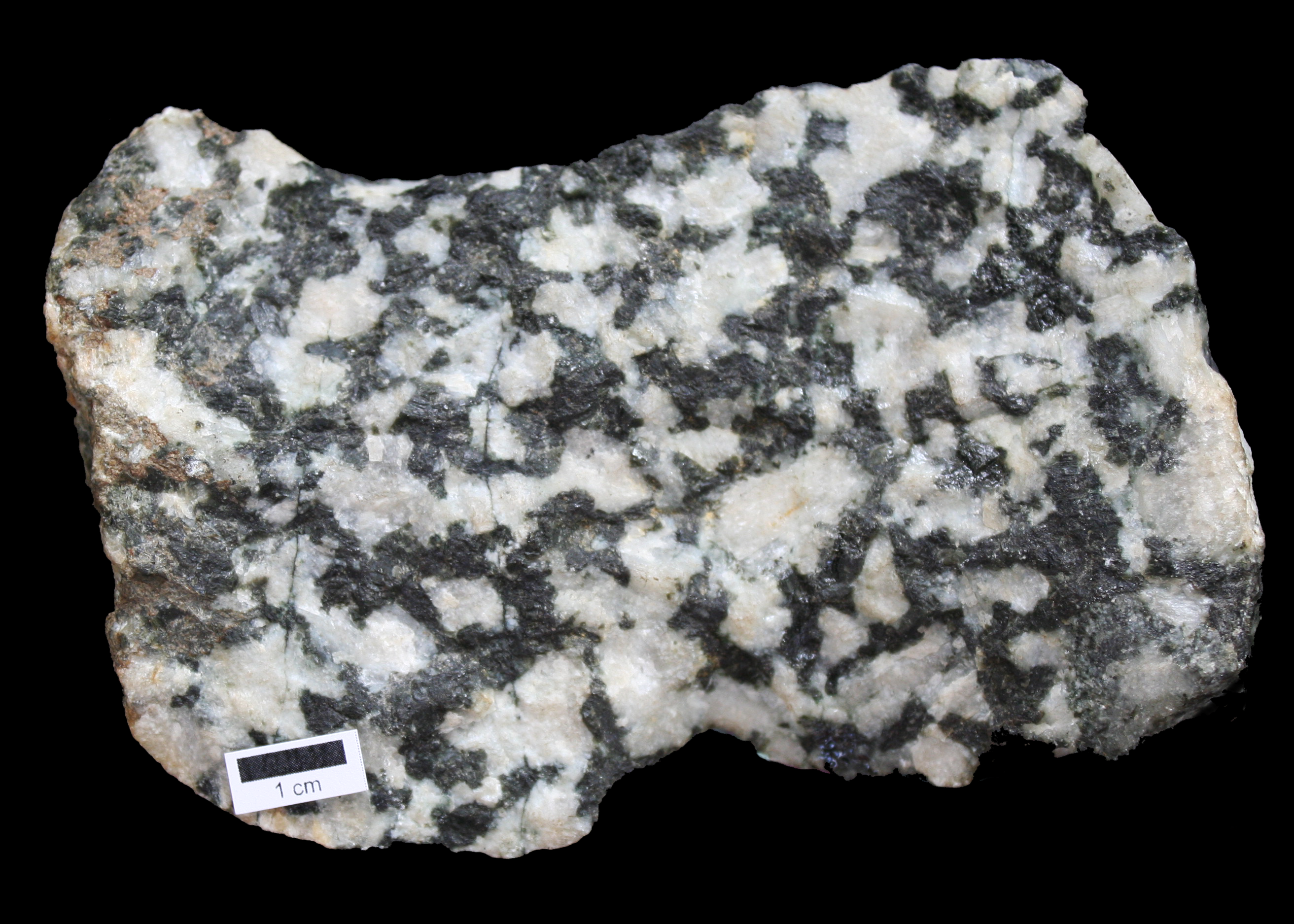
Diorito

O diorito é uma rocha ígnea intrusiva formada por um lento arrefecimento do magma no interior da crosta terrestre. É o equivalente plutónico ou intrusivo do andesito. O arrefecimento dos magmas proporcionam a formação de minerais visíveis a "olho nu" (textura fanerítica).
Possui quantidades intermédias de sílica (entre 52% a 65%, aproximadamente), conferindo-lhe uma acidez intermédia. Contém piroxenas e anfíbolas como minerais essenciais, no grupo dos minerais ferromagnesianos, e plagioclases. 

## Uso histórico
O diorito é uma rocha extremamente dura, tornando difícil de esculpir trabalhos maiores. É tão duro que civilizações antigas (como no Egito Antigo) usavam bolas de diorito para quebrar granito. Sua dureza, entretanto, também permite que seja finamente trabalhado e receba grande polimento, e que se tenha um resultado durável.
Um uso relativamente frequente de diorito era para inscrições, por ser mais fácil esculpir em relevo que estátuas tridimensionais. Talvez o trabalho em diorito mais famoso seja o Código de Hamurabi, inscrito em um pilar de 2,23 m de diorito preto. O original pode ser visto hoje no Louvre, em Paris. O uso de diorito em obras artísticas foi importante nos primórdios das civilizações do Oriente Médio, como no Antigo Egito, na Babilônia, Assíria e Suméria. Era tão valioso em tempos antigos que o primeiro grande império Mesopotâmico — o Império de Sargão da Acádia — mencionava a aquisição de diorito como o propósito de expedições militares.
Embora possa ser encontrada arte em diorita em períodos posteriores, foi ficando mais popular como uma pedra de construção e foi frequentemente usada como pavimento, devido a sua durabilidade. O diorito foi usado tanto pela civilização Inca quanto pelos Maias, em sua maioria para muros de fortalezas, armamentos, etc. Foi especialmente popular com construtores islâmicos medievais. Tempos depois, o diorito foi muito usado como calçamento; hoje, muitas ruas calçadas com diorito podem ser encontradas na Inglaterra e na Escócia, assim como no Equador ou na China. Embora o diorito tenha uma textura áspera naturalmente, sua habilidade em levar polimento pode ser vista nos degraus de diorito da Catedral de São Paulo, em Londres, onde séculos de tráfego pedestre deixaram os degraus completamente lisos.

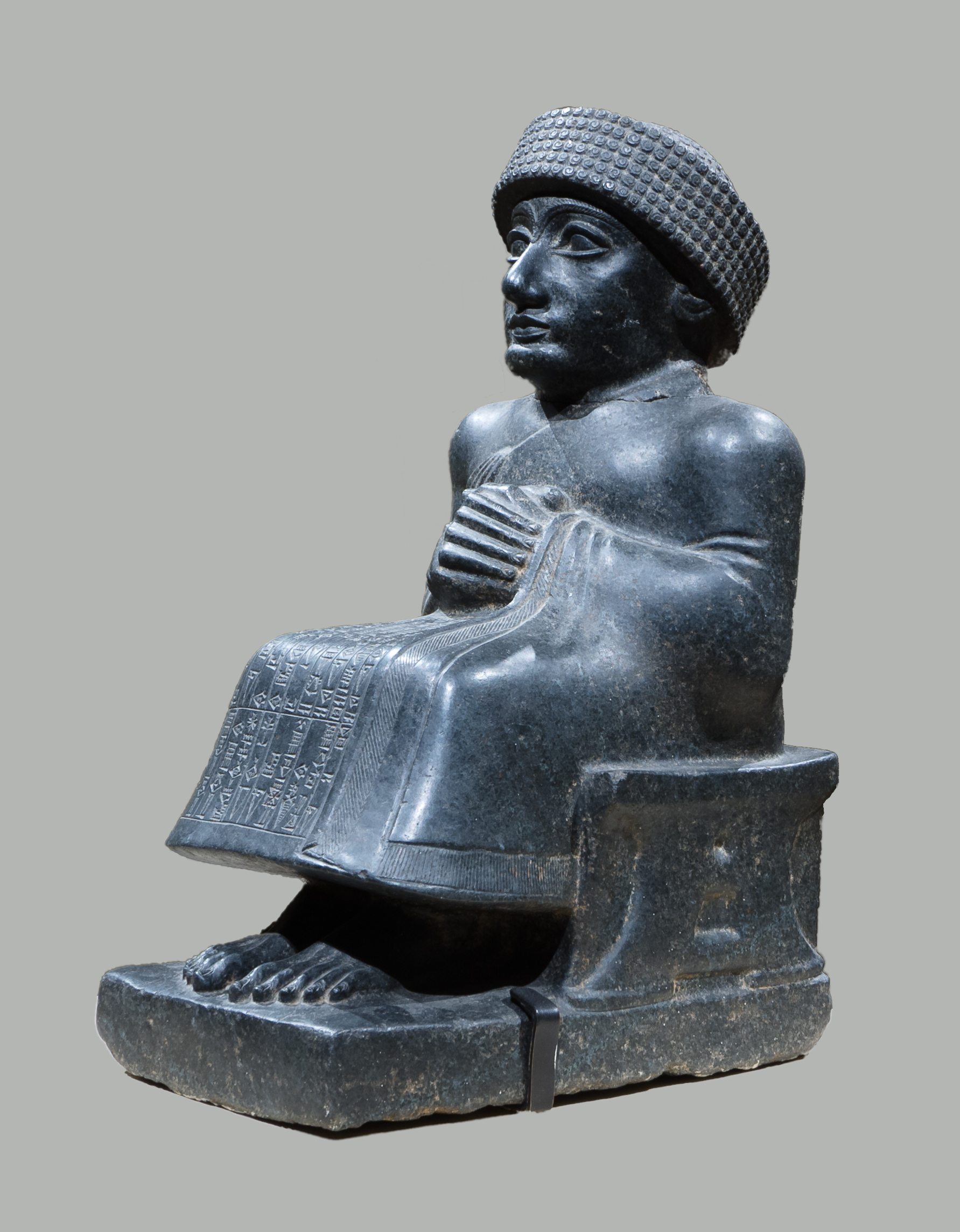
Estátua em diorito de Gudea, Mesopotâmia cerca de 2100 A.C., Metropolitan Museum of Art
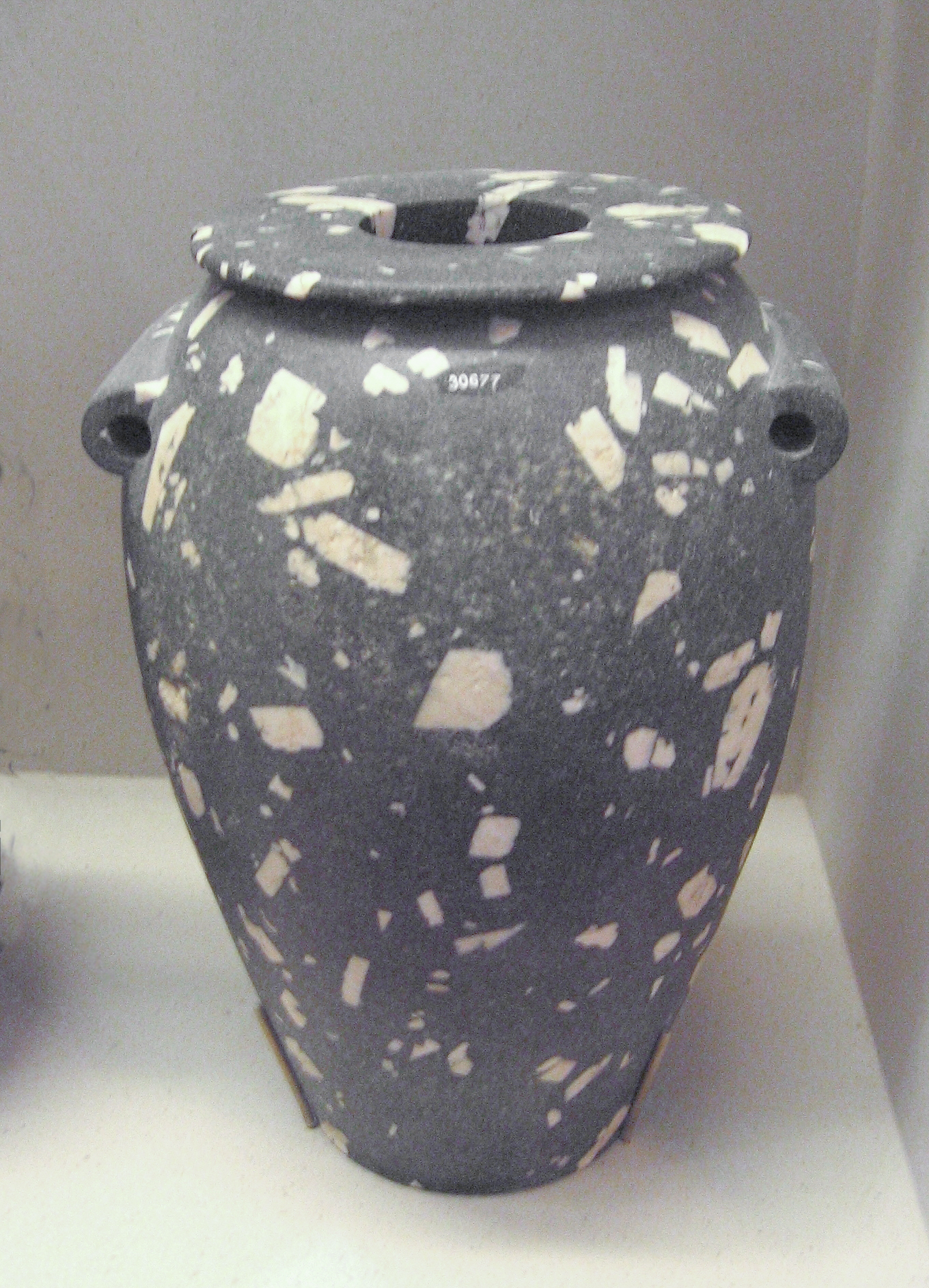
Vaso de diorito porfirítico do Período pré-dinástico do Egito, cerca de 3600 A.C.; approx. 30 cm.